# Junrey Balawing
Junrey Balawing, né le 12 juin 1993 à Sindangan, et mort le 28 juillet 2020, est un philippin qui fut le troisième plus petit homme au monde. Il mesurait 59,93 cm et pesait 5 kg.

## Biographie
Né dans une famille pauvre et rurale aux Philippines dans le village côtier de Sindangan, d'un père forgeron, Junrey Balawing aurait, selon son père, cessé de grandir à l'âge de deux ans. Ses trois frères et sœurs, dont il est l'aîné, sont « de taille normale ». Il souffre de problèmes de santé récurrents, « ne peut pas rester debout longtemps et doit être aidé pour marcher »,,.
Le jour de ses 18 ans, le 12 juin 2011, le Livre Guinness des records le reconnaît comme étant l'être humain adulte le plus petit au monde, et lui présente un certificat. Il « détrône » alors le Népalais Khagendra Thapa Magar, qui avait été reconnu l'homme le plus petit au monde à l'occasion de ses 18 ans en octobre 2010, mesurant 67,08 cm. Il est détrôné à son tour en février 2012 par le Népalais Chandra Bahadur Dangi avec ses 54,6 cm. À la mort de celui-ci, le 4 septembre 2015, il récupère son titre.
La femme adulte la plus petite au monde est l'Indienne Jyoti Amge, mesurant 62,8 cm.